# St. Peter (Hinsbeck)

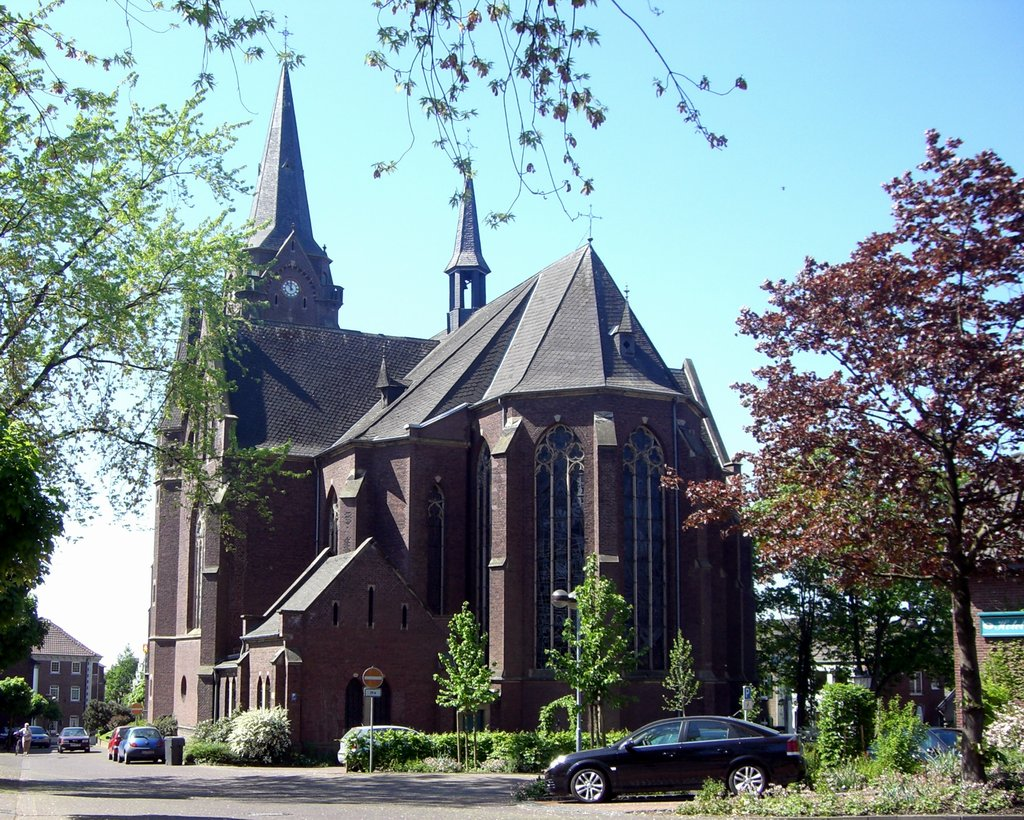
Pfarrkirche St. Peter

Die katholische Pfarrkirche St. Peter ist ein denkmalgeschütztes Kirchengebäude in Hinsbeck, einem Stadtteil von Nettetal im Kreis Viersen (Nordrhein-Westfalen).

## Geschichte und Architektur

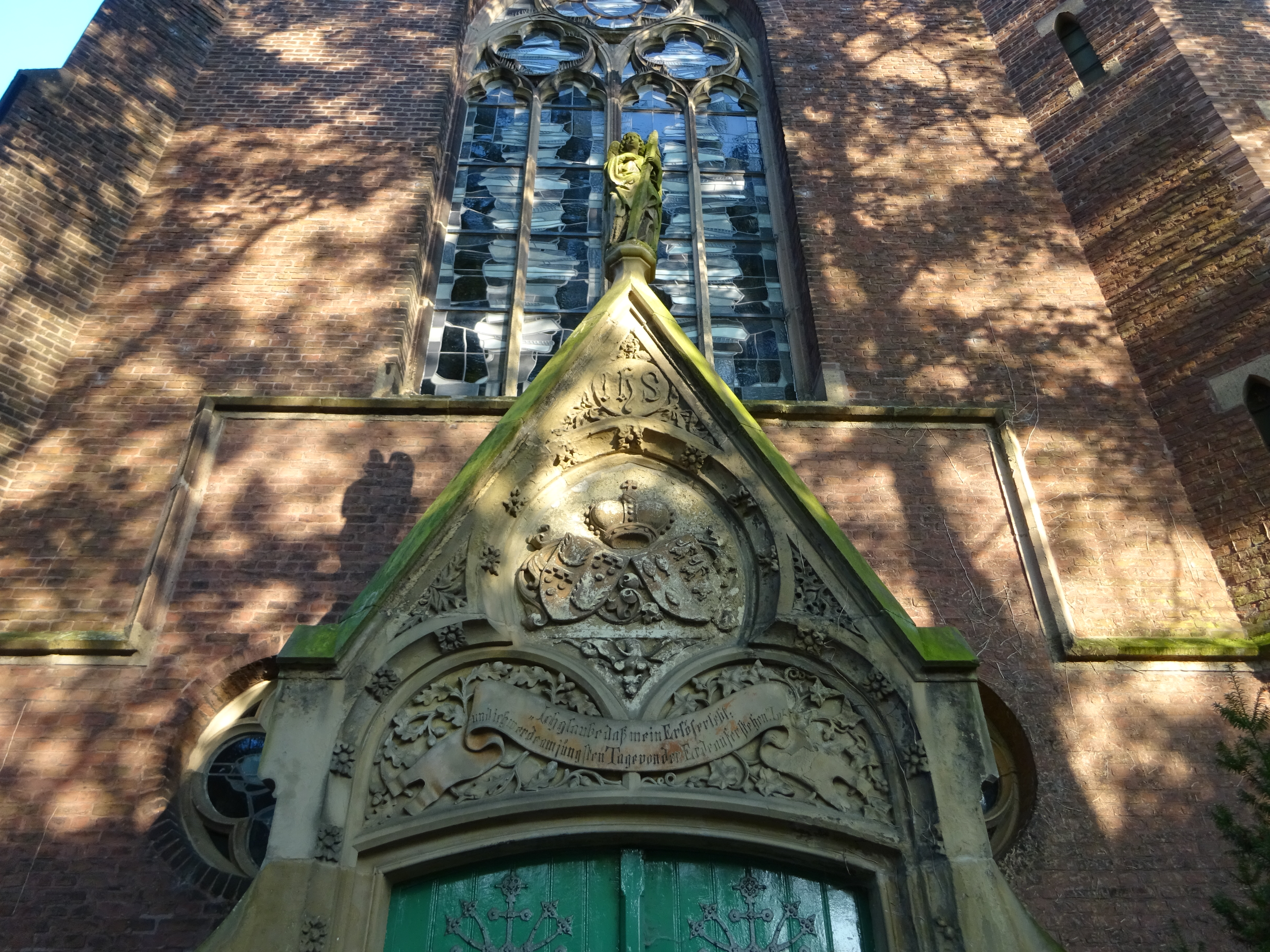
Giebel mit Wappen des seitlichen Eingangs

Die neugotische dreischiffige Backsteinhalle mit einem Querschiff und drei Chorpolygonen wurde von 1863 bis 1867 nach Plänen von Vinzenz Statz errichtet. Der vorgesetzte Westturm wurde 1882 gebaut. Im Innenraum ruhen Kreuzrippengewölbe auf Rundpfeilern. Die ornamentalen und figürlichen Bleiglasfenster wurden 1967 von Johannes Beeck angefertigt.

## Ausstattung
- Von der Ausstattung des 19. Jahrhunderts sind der Hochaltar, der südliche Seitenaltar, die Beichtstühle, das Gestühl und die Orgelempore erhalten.
- Im Jahr 1950 erhielt die Kirche zwei Bronzeglocken der renommierten Glockengießerei Otto aus Bremen-Hemelingen. Die beiden Glocken erklingen auf folgenden Tönen: fis' – a'. Sie haben die folgenden Durchmesser: 1105 mm und 930 mm und wiegen 844 kg und 518 kg.[1][2]
- Die Kreuzwegstationen wurden 1967 von J. Rübsam geschaffen.

### Aus der 1868 abgebrochenen Kirche
- Das Taufbecken aus Bronze wurde 1441 von einem Meister Jan gegossen. Das kelchförmige Becken steht auf einem von drei Löwen getragenen Fuß. Der Messingdeckel wurde im 18. Jahrhundert gegossen.
- Das Triumphkreuz besteht aus einem erneuerten Kreuz und einem lebensgroßen hölzernen Kruzifixus in sehr schlanken Proportionen. Er wurde am Anfang des 16. Jahrhunderts von dem Meister von Elsloo geschnitzt.

## Glocken
Gegen Ende des Ersten Weltkriegs sammelte das Deutsche Kaiserreich wegen der Metallknappheit die meisten Kirchenglocken (etwa 65.000 Stück) ein, um sie einzuschmelzen. Die Hinsbecker Glocken erlebten das Kriegsende auf einem Glockenfriedhof und kamen 1920 zurück. 
Im Zweiten Weltkrieg mussten im Mai 1942 fast alle Glocken abgegeben werden („Metallspende des deutschen Volkes“); nur „de Klemp“ blieb in der Kirche. Gegen Kriegsende wurden auch die Glocken der Johanneskapelle und der Kreuzkapelle eingesammelt. 1947 erfuhr die Pfarre, dass auf einem Glockenfriedhof in Hamburg die beiden alten Glocken von 1519 sowie die kleinen Glocken aus den Kapellen gefunden worden waren.

## Pfarrer
Folgende Priester wirkten bislang als Pfarrer an St. Peter:
- 1919–1949: Josef Adrians
- 1949–1973: Arnold Rulands
- 1973–1998: Ferdinand Landen
- 2000–2001: Johannes Torka (Pfarradministrator)
- 2001–2007: Georg Kerkhoff
- 2007–2024: Günter Wiegandt
- Seit 2025: Benedikt Schnitzler (Pfarradministrator)